# Le Travail à l'automne
Le Travail à l'automne est un tableau réalisé en 1908 par le peintre français Othon Friesz. De format horizontal, cette huile sur toile est une idylle qui représente un groupe occupé à divers travaux à l'entrée d'une clairière, avec à gauche une femme allaitant un nouveau-né assise contre un tronc d'arbre. Don de l'armateur Tryggve Sagen en 1918, l'œuvre est conservée au musée national, à Oslo, en Norvège. Une étude est conservée au musée d'Art moderne de Paris, à Paris.